# Eiffel (groupe)
 (mars 2024).
Pour les articles homonymes, voir Eiffel.
Ne doit pas être confondu avec Eiffel 65.
Eiffel est un groupe de pop rock français, originaire de Bordeaux, en Gironde. Il est formé en 1998 autour de Romain Humeau. Leur nom est tiré d'une chanson des Pixies, Alec Eiffel, présente sur l'album Trompe le Monde.

## Biographie

### Débuts (1998–2000)
C'est à la suite de désaccords avec sa maison de disques (Warner Music Group) que le groupe Eiffel est formé en février 1998 sur les cendres d'Oobik and the Pucks, groupe formé en septembre 1995 et composé de Romain Humeau, Estelle Humeau, Frédéric Vitani et Nicolas Courret. Écœuré par la façon dont la maison de disques gère le groupe, le bassiste Frédéric Vitani s'en va et laisse sa place à Damien Lefèvre.
La formation travaille son nouveau répertoire pour se consacrer à la scène jusqu'au mois de décembre (la Flèche d'Or, le Blueser, la Péniche Makara, le Kiosque Flottant, le squat de la Grange aux Belles...) puis entreprend d'enregistrer le maxi CD L'Affaire dans une cave parisienne, à Saint-Michel. Romain Humeau se consacre totalement à l'enregistrement et à la réalisation de ce disque : « Nous ne tenions pas à enregistrer les instruments de façon brute mais au contraire à parfaire le son. Beaucoup d'ingénieurs ne prennent malheureusement pas le temps de le faire. Nous n'avions pas envie d'un son plat, aseptisé, mais au contraire d'un son acide, quitte à ce que ce soit dérangeant pour l'oreille[réf. nécessaire]. »
En juillet de cette année, après quelques concerts avec Michel Houellebecq (festival Aquaplaning et La Route du Rock), Romain Humeau, Nicolas Courret et Damien Lefèvre participent aux sessions de l'album Présence humaine.

### AbricotineetLe Quart d'heure des ahuris(2001–2003)
Le 9 janvier 2001 sort le premier album d'Eiffel, Abricotine. Le groupe s'accorde une pause en décembre avant d'entamer l'enregistrement de leur second album, Le Quart d'heure des ahuris (à nouveau écrit, composé, arrangé, enregistré et mixé par Romain Humeau) en février 2002 à Arconques.
En août, le batteur Nicolas Courret part et est remplacé par Xavier Bray. L'album sort le 10 septembre.
En mars 2003, le clip de Tu vois loin est tourné par Mathieu Amalric à la gare de l'Est. En avril 2003, Xavier Bray quitte le groupe qui engage Emiliano Turi, batteur de jazz d'origine italienne.

### Les Yeux fermésetL'Éternité de l'instant(2004–2005)
En mars 2004, le double-album live Les Yeux fermés ainsi qu'un DVD de leur concert aux Eurockéennes de 2003 sont mis en vente. Les membres d'Eiffel sont épuisés et décident de s'accorder une pause avant de se remettre au travail. Romain Humeau en profite pour sortir un album solo, L'Éternité De L'Instant, tandis que Damien Lefèvre part enregistrer la basse sur le deuxième album de Luke.
En 2005, en pleine tournée pour son album solo, Romain Humeau annonce le départ définitif de Damien Lefèvre, qui devient le bassiste permanent du groupe Luke.

### Tandoori(2006–2007)
Emiliano Turi, Estelle et Romain Humeau se retrouvent durant l'été 2006 accompagnés par Hugo Cechosz (bassiste sur la tournée solo de Romain Humeau) pour enregistrer le troisième album studio d'Eiffel, Tandoori. À peine l'enregistrement terminé, Emiliano Turi annonce son départ pour participer à la tournée prochaine de Jeanne Cherhal. Christophe Gratien, un ami de Hugo, est recruté dans l'urgence et assure la partie batterie pendant toute la tournée qui suit.

### À tout moment(2008–2010)
Le 12 novembre 2008, le site web d'Eiffel annonce qu'une chanson est à disposition des internautes, en téléchargement libre. Cette chanson, Le Temps des cerises, est enregistrée en une nuit, c'est le fruit de la collaboration entre Romain Humeau (batterie), Estelle Humeau (basse), Serge Teyssot-Gay (guitare) et Bertrand Cantat (chant), du groupe Noir Désir. Romain Humeau décrit l'expérience en ces termes : « Le Temps des cerises émane avant tout d'une profonde amitié. D'une même exaltation pour la musique aussi. L'instinct et l'urgence ont spontanément fait fleurir le court espace-temps, 24 heures à peine, dans lequel nous nous sommes transportés et avons capté ce morceau… en live, sur le vif et sans filet. »
Ils font par ailleurs participer Bertrand Cantat comme invité sur le quatrième album studio d'Eiffel où il assure les chœurs sur un titre. Intitulé À tout moment, le disque sort le 5 octobre 2009, précédé par le single À tout moment la rue mis en écoute sur le site officiel et diffusé en radio.

### Foule monstreet longue pause (2011–2018)
Le groupe retourne en studio en 2011 et enregistre un nouvel album, Foule monstre, qui sort le 3 septembre 2012. Avant celle-ci, le groupe s'est consacré à une pré-tournée afin de faire découvrir les nouveaux morceaux aux fans. Les concerts se déroulent dans de petites salles, et ils sont parfois suivis d'une écoute de quelques titres déjà mixés du futur album. Le groupe part ensuite en tournée d'octobre à décembre 2012. Bertrand Cantat est encore une fois présent, sur le titre Lust for Power, ainsi que Phoebe Killdeer sur Chaos of Myself. Cet album est marqué par un son plus pop et par une utilisation accrue des machines.
Après avoir joué 120 concerts en un peu plus d'un an, le groupe décide de faire une pause assez longue, deux ou trois ans selon Romain Humeau, afin que ses membres puissent se consacrer à des projets personnels.

### Stupor MachineetEchos(2019–2022)
Après cette longue pause, le groupe dévoile deux nouvelles chansons, Cascade et Chasse Spleen, en janvier et février 2019 et annonce la sortie de son nouvel album studio, Stupor Machine, pour le 26 avril. Romain Humeau publie ensuite un cinquième album solo en 2020, intitulé Echos.

### La peur et le vent(2023–Actuel)
À la suite du Covid-19, dans lequel Romain Humeau en a profité pour écrire 110 nouvelles chansons, Eiffel enregistre leur nouvelle album dans leur nouveau studio des Romanos V3, le chanteur a déclaré de faire fusionner Eiffel et ses albums solos, étant très similaires musicalement, pour plus de compréhension et de logique et nomme ce "nouvel Eiffel" non pas comme un groupe mais comme une tribu.
Le 30 avril 2025, le groupe sort un single tiré de ce prochain album, intitulé Interstellar et le 2 juillet 2025, le groupe sort un nouveau single aussi tiré de leur prochain album, il s'intitule Skin On Skin.
Eiffel a annoncé la sortie de son nouvel album pour le 3 octobre 2025 et se nommera La peur et le vent, il sera composé de 14 pistes et on connait d'ores et déjà le nom de toutes les pistes.

## Membres

### Membres actuels
- Romain Humeau — chant, guitare - auteur/compositeur (depuis 1996)
- Estelle Humeau — basse, chœurs, claviers, flûte, mélodica, guitare (depuis 1996)
- Nicolas Bonnière — guitare, chœurs (depuis 2009)
- Hugo Cechosz — basse, chœurs (2005—2008, depuis 2023)
- Guillaume Marsault — batterie, chœurs (depuis 2023)
- Frédéric Vitani — guitare (1996—1998, depuis 2023)
- Joe Doherty — saxophones, violons et violon alto (2006, 2012, depuis 2023)
- Salomé Humeau - chœurs (2009, depuis 2023)

### Anciens membres
- Damien Lefèvre — basse, chœurs (1998—2005)
- Xavier Bray — batterie, percussions (2002)
- Emiliano Turi — batterie, percussions (2002—2006)
- Christophe Gratien — batterie, percussions (2006—2008)
- Nicolas Courret — batterie, percussions, chœurs (1996—2002, 2008-2023)

## Discographie

### Collaborations
- 1998 : 1, 2, 3 Soleils (Romain Humeau réalise les arrangements de cordes)
- 1999 : Projet : Bikini (1er album d'Helena Noguerra, Romain Humeau réalise les arrangements de cordes)
- 1999 : Beth Hirsh (maxi CD, coréalisé par Romain Humeau)
- 1999 : Hommage à Polnareff (Eiffel y livre une reprise du titre Rosy)
- 2000 : Présence humaine (album de Michel Houellebecq, auquel ont participé Romain Humeau, Nicolas Courret et Damien Lefèvre)
- 2001 : Love What You Do (single des Divine Comedy remixé par Romain Humeau)
- 2001 : Des visages des figures (album de Noir Désir. Romain Humeau a réalisé les arrangements de cordes pour le titre Des Visages, des figures)
- 2002 : Les Enfants du Pirée (maxi CD de Dominique A dont la chanson éponyme a été réalisée, enregistrée et mixée par Romain Humeau)
- 2003 : Avec Léo (compilation en hommage à Léo Ferré sur laquelle Eiffel reprend la chanson Le Conditionnel de variétés)
- 2003 : Aux suivants (compilation en hommage à Jacques Brel, Eiffel y reprend Le Plat Pays)
- 2005 : Fragile (album des Têtes Raides, Romain Humeau y réalise les arrangements de cordes sur le titre L'Oraison)
- 2006 : Temps suspendu (album des Hurlements D'Léo, Romain Humeau chante sur le titre Les Vipères aux poings)
- 2006 : Kebous (maxi CD de Kebous, chanteur des Hurlements D'Léo, réalisé par Romain Humeau)
- 2006 : Eavesdropping (album de Extra Extra !, dont le morceau Eden est chanté en duo avec Romain Humeau)
- 2006 : Je blesserai personne (album de Pierpoljak, Romain Humeau enregistre la basse et la guitare sur le titre Tahiti)
- 2008 : Le Temps des cerises (enregistré avec Serge Teyssot-Gay et Bertrand Cantat de Noir Désir)
- 2009 : Guaktron (album de Guaka, groupe de rock chilien/mexicain/colombien/français, mixé par Romain Humeau)

### Reprises
- 18-39 (Jane Birkin)
- A Day in the Life (The Beatles)
- Fourmi (Jeanne Moreau/Norge/Philippe-Gérard)
- Girls Just Wanna Have Fun (Cyndi Lauper)
- Hate to Say I Told You So (The Hives)
- Je voudrais pas crever (Boris Vian)
- La Malle en mai (Les Hurlements D'Léo) (Romain Humeau solo)
- Le Conditionnel de variétés (Léo Ferré)
- Le Plat Pays (Jacques Brel)
- Les Écorchés (Noir Désir)
- Le Temps des cerises (Jean-Baptiste Clément/Antoine Renard)
- Manu (Renaud)
- Modern Love (David Bowie)
- Personal Jesus (Depeche Mode)
- Quand j’aurai du vent dans mon crâne (Boris Vian) (Romain Humeau solo)
- Rosy (Michel Polnareff)
- Search and Destroy (The Stooges)
- Shout (Tears for Fears)
- Tomorrow Never Knows (The Beatles)
- Where Is My Mind? (The Pixies)

La chanson Au néant a également été utilisée dans la série Alias, dans l'épisode Service commandé (le onzième de la quatrième saison).

## Ventes
| Année | Album                       | Meilleur classement  | Meilleur classement    | Meilleur classement  |
| Année | Album                       | Drapeau de la France | Drapeau de la Belgique | Drapeau de la Suisse |
| ----- | --------------------------- | -------------------- | ---------------------- | -------------------- |
| 2002  | Le Quart d'heure des ahuris | 47                   | -                      | -                    |
| 2004  | Les Yeux fermés             | 109                  | -                      | -                    |
| 2007  | Tandoori                    | 36                   | -                      | -                    |
| 2009  | À tout moment               | 16                   | 31                     | -                    |
| 2012  | Foule monstre               | 9                    | 18                     | 78                   |
| 2019  | Stupor Machine              | 43                   | 25                     | -                    |

## Recueil de partitions
- Songbook À tout moment - Éditions Capte Note, 2010